# Diores bivattatus
Diores bivattatus es una especie de araña del género Diores, familia Zodariidae. Fue descrita científicamente por Simon en 1893.
Habita en Sudáfrica.